# Tlaltegco
Tlaltegco är en ort i Mexiko.   Den ligger i kommunen Acaxochitlán och delstaten Hidalgo, i den sydöstra delen av landet, 130 km nordost om huvudstaden Mexico City. Tlaltegco ligger 2 270 meter över havet och antalet invånare är 740.
Terrängen runt Tlaltegco är kuperad åt nordväst, men åt sydost är den platt. Runt Tlaltegco är det ganska tätbefolkat, med 108 invånare per kvadratkilometer. Närmaste större samhälle är Tulancingo, 19,1 km väster om Tlaltegco. I omgivningarna runt Tlaltegco växer i huvudsak blandskog.